# Altagène
Altagène (kors. Altaghjè) – miejscowość i gmina we Francji, w regionie Korsyka, w departamencie Corse-du-Sud.
Według danych na rok 1990 gminę zamieszkiwało 30 osób, a gęstość zaludnienia wynosiła 6 osób/km².